# The Flying Ace
The Flying Ace est un film américain écrit, réalisé et produit par Richard E. Norman, sorti en 1926.

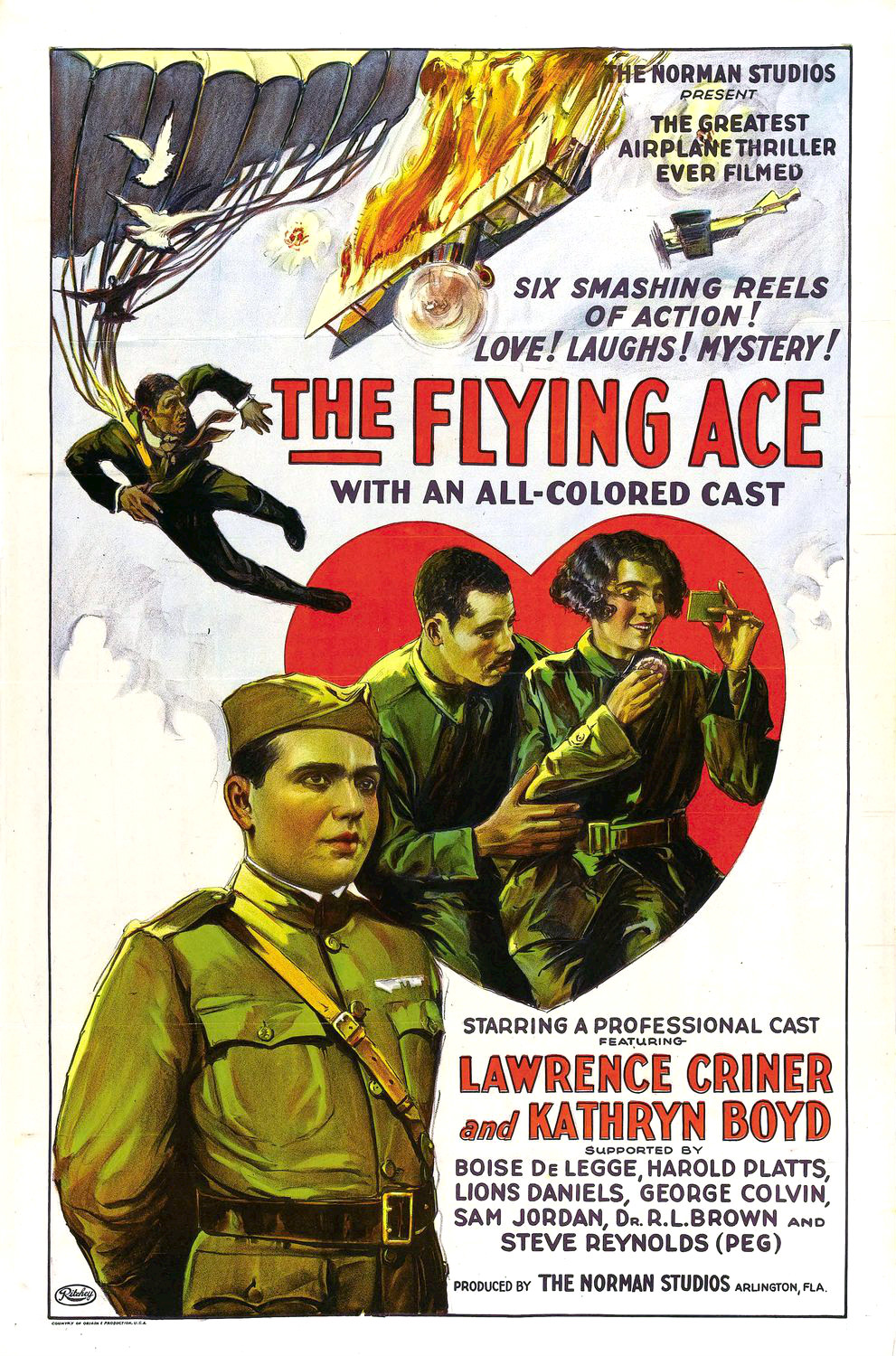
Affiche du film.

Les afro-américains n'ont pas été autorisés avant 1940 à servir en tant que pilotes dans l'armée de l'air américaine, mais cela n'a pas empêché Norman de réaliser ce film en hommage à un capitaine héros de la Première Guerre mondiale.
En 2021, le film a été sélectionné pour figurer dans le National Film Registry de la Bibliothèque du Congrès.

## Fiche technique
- Réalisation : Richard E. Norman
- Scénario : Richard E. Norman
- Producteur : Richard E. Norman
- Production : Norman Film Manufacturing Company
- Distributeur : Norman Film Manufacturing Company
- Genre : Aventure, film de Guerre, aviation[3]
- Durée : 65 minutes
- Date de sortie : 1926

## Distribution
- Laurence Criner (en) : Capt. Billy Stokes
- Kathryn Boyd : Ruth Sawtelle[4]
- Boise De Legge : Blair Kimball
- Harold Platts : Finley Tucker

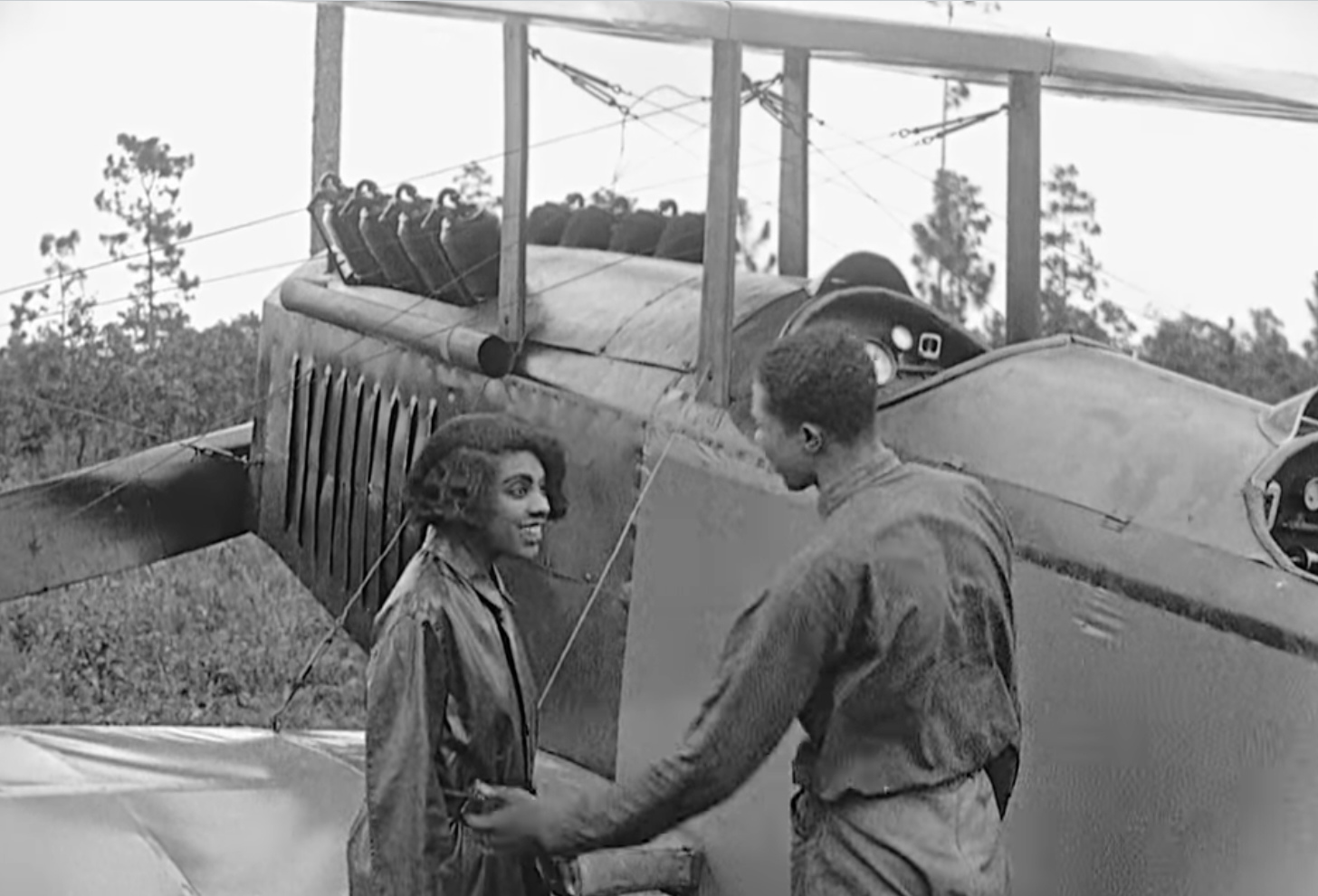
Kathryn Boyd dans une scène du film.

- Lions Daniels : Constable Jed Splivins
- George Colvin : Thomas Sawtelle
- Sam Jordan : Dr. Maynard
- R.L. Brown : Howard McAndrews
- Steve Reynolds : Peg